# Futbol'nyj Klub Lokomotiv Moskva 2004
Questa voce raccoglie le informazioni riguardanti la Lokomotiv Moskva nelle competizioni ufficiali della stagione 2004.

## Stagione
La Lokomotiv Mosca, allenata da Jurij Sëmin, nel 2004 vinse il campionato per la seconda volta nella sua storia. In Coppa di Russia 2003-2004 la squadra moscovita fu eliminata ai quarti dallo Šinnik, mentre in quella 2004-2005 fu eliminata ai sedicesimi dal Černomorec Novorossijsk. Il cammino dei Loko in Champions League 2003-2004 si concluse agli ottavi di finale, dove furono eliminati dai futuri finalisti del Monaco.

## Rosa
| N. |                        | Ruolo | Calciatore                 |
| -- | ---------------------- | ----- | -------------------------- |
| 1  | Russia (bandiera)      | P     | Sergej Ovčinnikov          |
| 2  | Russia (bandiera)      | D     | Hennadij Nyžehorodov       |
| 3  | Russia (bandiera)      | C     | Jurij Drozdov              |
| 4  | Sudafrica (bandiera)   | D     | Jacob Lekgetho             |
| 5  | Brasile (bandiera)     | C     | Francisco Lima             |
| 6  | Azerbaigian (bandiera) | C     | Narvik Sırxayev            |
| 7  | Russia (bandiera)      | C     | Marat Izmajlov             |
| 8  | Uzbekistan (bandiera)  | C     | Vladimir Maminov           |
| 9  | Nigeria (bandiera)     | A     | James Obiorah              |
| 10 | Russia (bandiera)      | C     | Dmitrij Los'kov (capitano) |
| 11 | Russia (bandiera)      | A     | Dmitrij Syčëv              |
| 12 | Russia (bandiera)      | P     | Ruslan Nigmatullin         |
| 14 | Uzbekistan (bandiera)  | D     | Oleg Pašinin               |
| 15 | Russia (bandiera)      | A     | Maksim Buznikin            |
| 16 | Russia (bandiera)      | D     | Vadim Evseev               |

| N. |                                | Ruolo | Calciatore            |
| -- | ------------------------------ | ----- | --------------------- |
| 17 | Russia (bandiera)              | D     | Dmitrij Sennikov      |
| 18 | Lituania (bandiera)            | C     | Deividas Česnauskis   |
| 19 | Serbia e Montenegro (bandiera) | A     | Nemanja Vučićević     |
| 21 | Sudafrica (bandiera)           | C     | Bennett Mnguni        |
| 22 | Russia (bandiera)              | P     | Zaur Chapov           |
| 25 | Russia (bandiera)              | A     | Ruslan Pimenov        |
| 28 | Russia (bandiera)              | C     | Dmitrij Chochlov      |
| 30 | Georgia (bandiera)             | D     | Malkhaz Asatiani      |
| 32 | Georgia (bandiera)             | A     | Mikheil Ashvetia      |
| 41 | Bielorussia (bandiera)         | D     | Sjarhej Hurėnka       |
| 50 | Russia (bandiera)              | P     | Platon Zacharčuk      |
| 52 | Costa Rica (bandiera)          | A     | Winston Parks         |
| 63 | Russia (bandiera)              | C     | Dinijar Biljaletdinov |
| 99 | Brasile (bandiera)             | A     | Jorge Wagner          |

## Risultati

### Coppa di Russia
| Mosca 28 febbraio 2004 Sedicesimi di finale - ritorno | Chimki | 0 – 1 referto | Lokomotiv Mosca | Stadio Lužniki |

| Kazan' 4 marzo 2004 Ottavi di finale - andata | Rubin | 1 – 1 referto | Lokomotiv Mosca | Stadio Centrale |

| Mosca 24 marzo 2004 Ottavi di finale - ritorno | Lokomotiv Mosca | 1 – 0 referto | Rubin | Stadio Lokomotiv |

| Jaroslavl' 14 aprile 2004 Quarti di finale - andata | Šinnik | 3 – 0 referto | Lokomotiv Mosca | Stadio Šinnik |

| Mosca 21 aprile 2004 Quarti di finale - ritorno | Lokomotiv Mosca | 4 – 1 referto | Šinnik | Stadio Lokomotiv |

### Champions League

#### Fase a eliminazione diretta
| Arbitro: | Mejuto González |

|                          |           |               |
| Izmajlov 32’ Maminov 59’ | Marcatori | 69’ Morientes |

| Arbitro: | Batista |

|          |           |  |
| Pršo 60’ | Marcatori |  |